# Autonomiczny pojazd podwodny

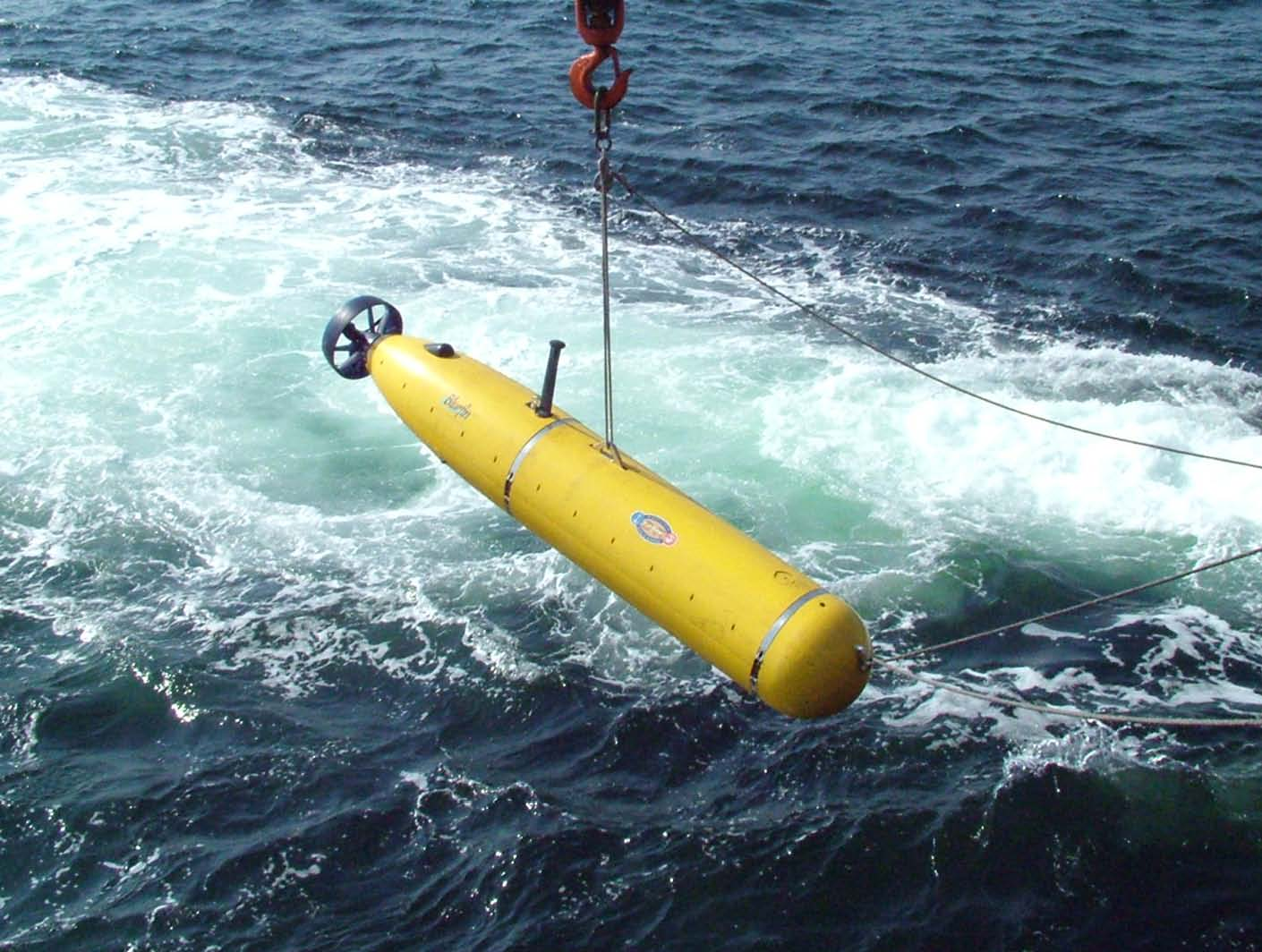

Autonomiczny pojazd podwodny – bezzałogowy pojazd podwodny zdolny do samodzielnego poruszania się i mogący wykonywać swoje zadania bez nadzoru operatora lub z minimalnym nadzorem, na podstawie instrukcji zaprogramowanych przed rozpoczęciem misji.  W zależności od przeznaczenia, pojazdy mają różne konstrukcje i wielkości od kilkudziesięciu kilogramów do kilkudziesięciu ton. Stosowane do badań naukowych, prac w  przemyśle oraz zastosowań wojskowych.
Historia takich pojazdów sięga lat 60. XX wieku, ale ich dynamiczny rozwój nastąpił na przełomie wieków.
Zaletą pojazdów autonomicznych, w porównaniu do pojazdów zdalnie sterowanych jest brak kabla, co pozwala na użycie w miejscach niedostępnych dla statków (zbyt płytkich lub na zbyt dużych głębokościach) albo na wykonywanie długotrwałych misji, bez potrzeby angażowania statku.

## Napęd

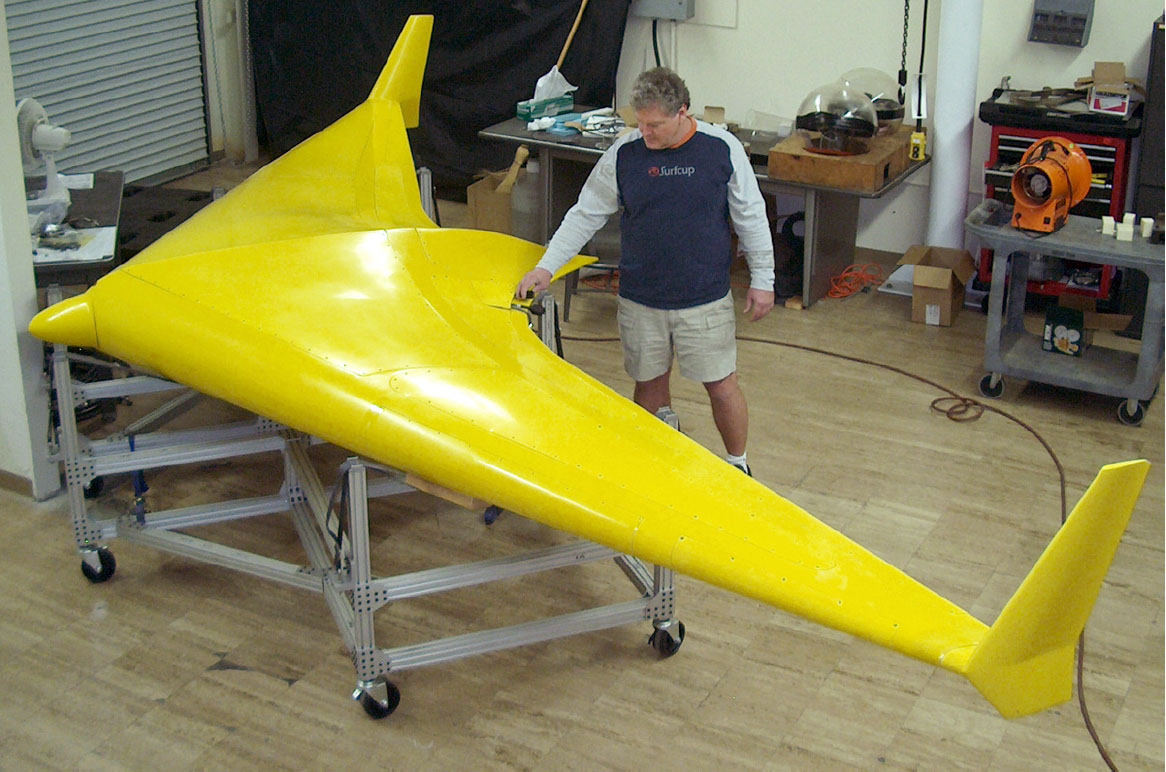
Autonomiczny pojazd podwodny Liberdade XRay

Pojazdy takie mogą poruszać się w toni wodnej za pomocą śrub albo innych pędników, co jednak wymaga zapewnienia odpowiednio dużych zapasów energii. Dla zmniejszenia zapotrzebowania na energię, niektóre pojazdy są zbudowane na zasadzie podwodnego szybowca lub swobodnie dryfujące. Wykorzystywane są też pojazdy, w których część podwodna połączona jest z pływakiem znajdującym się na powierzchni. Odpowiednia konstrukcja pozwala im na wykorzystanie energii falowania do napędu. Na pływaku mogą też znajdować się ogniwa słoneczne dostarczające energii elektrycznej. 
Źródłem energii mogą być baterie, akumulatory, silnik o spalaniu wewnętrznym, silnik o spalaniu zewnętrznym, Bateria jądrowa, odpowiednio mały reaktor jądrowy lub ogniwo paliwowe.

## Wyposażenie
W zależności od potrzeb, autonomiczny pojazd podwodny może mieć zainstalowane różne urządzenia do badań. Do popularnych należą kamery cyfrowe do zdjęć i filmów, sonary, magnetometry, fluorometry (do badań chlorofilu), czujniki mierzące nasycenie tlenem, mierzące parametry fizyczne i chemiczne wody oraz urządzenia do pobierania próbek. 

## Komunikacja
Dane pozyskane przez sensory pojazdu są zwykle zapisywane w jego pamięci, która zostaje skopiowana po zakończeniu misji i podjęciu pojazdu na jednostkę obsługującą. Jeżeli potrzebna jest komunikacja między pojazdem a operatorem w czasie wykonywania zadania, używa się łączności hydroakustycznej. Niektóre pojazdy są wyposażone w urządzenia do łączności radiowej, wykorzystywane gdy jednostka znajduje się na powierzchni. 

## Nawigacja
Ze względu na silne tłumienie fal elektromagnetycznych przez wodę, pojazdy w zanurzeniu nie mogą używać systemów nawigacyjnych opartych na falach radiowych (nawigacja satelitarna (GPS/GLONASS)). Jeżeli potrzebna jest znajomość pozycji pojazdu, wyposaża się je w urządzenia nawigacji inercyjnej. W niektórych zastosowaniach może być użyty hydroakustyczny system nawigacyjny. Uzupełniane są przez logi, czujniki głębokości zanurzenia oraz sonary mierzące odległość od dna.

## Zastosowania wojskowe
W działaniach militarnych, autonomiczne pojazdy podwodne mogą być wykorzystywane do przeprowadzania zwiadu, wyszukiwania i unieszkodliwiania min, zwalczania okrętów podwodnych, inspekcji, prac hydrograficznych, dostarczania ładunków, wspomagania sieci łączności lub nawigacji. 
Dużą wojskową wersją autonomicznego pojazdu podwodnego jest australijski Ghost Shark, produkowany dla marynarki wojennej Australii i USA.